# Іоанн IV (неаполітанський дука)
Іоанн IV — неаполітанський дука (977 — після 1002), син дуки Сергія III, який спочатку визнав сюзеренітет Візантії.
У 999 був взятий в полон імператором Священної Римської імперії Оттоном III, який утримував Іоанна спочатку в Капуї, а потім у Німеччині. Дукат управлявся ставлеником Оттона герцогом Сполетським Адемаром. У 1002 Іоанн знову з'являється у Неаполі, очевидно, після звільнення імператором з полону.
Іоанн IV мав сина Сергія, який спадкував йому, та 2 дочок. Одну з дочок звали Сігельгайта, вона вийшла заміж за герцога Гаетанського Іоанна IV, а після його смерті одружилась з норманським ватажком Райнульфом Дренготом.